# 三会駅
三会駅（みええき）は、長崎県島原市大手原町甲にある島原鉄道島原鉄道線の駅である。

## 歴史
- 1913年（大正2年）9月24日：開設。
- 1964年（昭和39年）3月31日：貨物取扱廃止。
- 1966年（昭和41年）6月1日：業務委託駅化。
- 1973年（昭和48年）2月1日：無人駅化。
- 1986年（昭和61年）5月：駅舎新築[1]。

## 駅構造

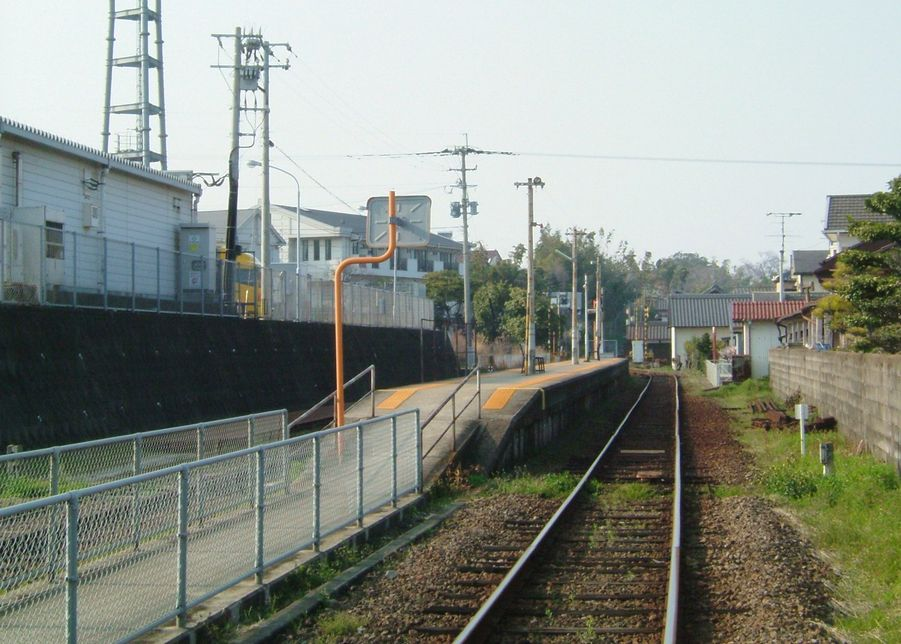
構内（2008年3月）

島式ホーム1面2線を有する地上駅。ホーム幅は狭く、ホーム上にはベンチが2つ程設置されている。ホーム島原方の端から駅東側に構内踏切（警報機・遮断機共に無し）があり、これが駅の出入口となっている。屋根付待合所は構内踏切を出た脇の線路傍にある。

### のりば
| のりば | 路線        | 方向 | 行先             | 備考 |
| ------ | ----------- | ---- | ---------------- | ---- |
| 1      | ■島原鉄道線 | 下り | 島原・島原港方面 |      |
| 2      | ■島原鉄道線 | 上り | 本諫早・諫早方面 |      |

## 利用状況
2018年度の年間乗車人員は8,184人、降車人員は11,023人であった。
近年の年間乗車人員、降車人員の推移は以下の通り。
| 年度               | 年間 乗車人員 | 年間 降車人員 |
| ------------------ | ------------- | ------------- |
| 2000年（平成12年） | 17,335        | 21,682        |
| 2001年（平成13年） | 19,508        | 22,607        |
| 2002年（平成14年） | 19,815        | 21,757        |
| 2003年（平成15年） | 18,208        | 22,504        |
| 2004年（平成16年） | 16,225        | 20,948        |
| 2005年（平成17年） | 17,647        | 22,045        |
| 2006年（平成18年） | 15,093        | 19,667        |
| 2007年（平成19年） | 14,335        | 17,513        |
| 2008年（平成20年） | 9,532         | 12,817        |
| 2009年（平成21年） | 8,819         | 12,179        |
| 2010年（平成22年） | 8,219         | 11,807        |
| 2011年（平成23年） | 8,678         | 11,487        |
| 2012年（平成24年） | 9,752         | 12,102        |
| 2013年（平成25年） | 9,755         | 13,168        |
| 2014年（平成26年） | 10,599        | 12,917        |
| 2015年（平成27年） | 11,202        | 13,902        |
| 2016年（平成28年） | 10,801        | 14,236        |
| 2017年（平成29年） | 8,728         | 12,450        |
| 2018年（平成30年） | 8,184         | 11,023        |

## 駅周辺
駅の北側は道路に沿って住宅が多い。また駅の南東は島原新港に近い工業団地となっている。なお駅裏の国道251号沿いにはコンビニがある。
- 島原三会工業団地
- 島原市役所 三会出張所
- 島原市立三会小学校
- 島原市立三会中学校
- 三会郵便局

## 隣の駅
島原鉄道
■島原鉄道線
松尾駅 - 三会駅 - 島原駅